# GOLDEN CIRCLE (寺岡呼人のアルバム)
『GOLDEN CIRCLE』（ゴールデン ・サークル）は、日本のシンガーソングライター・寺岡呼人の3枚目のオリジナルアルバム。1995年12月1日にトイズファクトリーより発売された。

## リリース・音楽性
通常盤のみの1形態で発売。前作『waiting for the sun』より約1年3か月ぶりのオリジナルアルバム。シングルとしてリリースされた「君を見つめてた 月が照らしてた」「12月のメリーゴーランド」や、翌年シングルカットされた「これが僕の愉快なヒューマンライフ」を含む全12曲が収録されている。
本作のアートディレクターは中島英樹が担当。

## 収録曲
- 全作詞・作曲・編曲：寺岡呼人（#3, #5, #9, #11除く） / プロデュース：寺岡呼人 / コ・プロデュース：飯尾芳史

1. GOLDEN CIRCLE [5:50]
2. NEW YEARS DAY [4:40]
4thシングル『12月のメリーゴーランド』カップリング曲。
3. 君を見つめてた 月が照らしてた [4:38]
  - 作詞・作曲：寺岡呼人 / 編曲：寺岡呼人・小森茂生 / コ・プロデュース：小森茂生

3rdシングル。
4. September Blue Rain [5:20]
5. 12月のメリーゴーランド [4:26]
  - 作詞：中山加奈子 / 作曲：寺岡呼人・桜井和寿 / 編曲：寺岡呼人・飯尾芳史

4thシングル。
6. 恋に落ちたら [3:53]
7. 星の生まれた夜 [5:08]
8. 愛されてばかりいちゃダメさ [4:08]
9. これが僕の愉快なヒューマンライフ [3:21]
  - 作詞：桜井和寿 / 作曲・編曲：寺岡呼人

翌年1996年2月21日に5thシングルとしてシングルカットされた。
テレビ東京系列局クイズ番組『クイズ赤恥青恥』エンディングテーマ[2]。
10. 夏の嵐 [6:03]
11. SMILE A GO GO! [3:01]
作詞：かまやつひろし / 作曲：寺岡呼人 / 編曲：寺岡呼人・かまやつひろし
5thシングル『これが僕の愉快なヒューマンライフ』にカップリング曲として収録された。
12. Voyage ～老人と海～ [5:53]

## 参加ミュージシャン
- 鈴木茂：E. Guitar (#1, #2, #4, #6 - #8, #10, #12)
- 布袋寅泰：E. Guitar (#3), A. Guitar (#3)
- 藤井謙二：E. Guitar (#9, #11), A. Guitar (#9), Back Ground Vocal (#11)
- ムッシュかまやつ：E. Guitar (#11), Back Ground Vocal (#11)
- 寺岡呼人：A. Guitar (#1, #2, #12), Back Ground Vocal (#3, #6, #9, #11, #12)
- 美久月千晴：E. Bass (#1 - #4, #6 - #12)
- 小島徹也：Drums (#1, #2, #4, #6 - #12)
- 椎野恭一：Drums (#3)
- 三沢またろう：Percussion (#1, #2, #4, #6, #8 - #10)
- 中島伸行：Keyboard (#1, #6, #7, #10)
- 小島良喜：Keyboard (#2, #4, #8, #12)
- 小森茂生：Keyboard (#3), Manipulate (#3)
- 阿部ストリングス：Strings (#10)
- 山本拓夫：Sax (#1, #4, #5), Soprano Sax (#2), Flute (#4)
- 村田陽一：Trombone (#1, #4, #5), Flugel horn (#5)
- 荒木敏男：Trumpet (#1, #4, #5)
- 森明子：Oboe (#5)
- 金城寛文：Flute (#10)
- 比山貴咏史：Back Ground Vocal (#1, #2)
- 大滝裕子：Back Ground Vocal (#1, #4, #10)
- Dawn Marie Moore：Back Ground Vocal (#1, #10)
- My Sweet Soul Brothers And Baby Yūka：Back Ground Vocal (#1)
- 前野知常：Back Ground Vocal (#3)
- 新井昭乃：Back Ground Vocal (#5)
- 森徹也：Back Ground Vocal (#6, #12)
- 藤井丈司：Computer Programming (#2, #8)
- 大島隆志：Computer Programming (#2, #6, #8)
- 田久保誓一：Computer Programming (#5)

## カバー
君を見つめてた 月が照らしてた
- 藤木直人（2000年7月19日、3rdシングル『パーフェクトワールド』カップリング曲）